# Agdistis pygmaea
Agdistis pygmaea là một loài bướm đêm thuộc họ Pterophoridae. Loài này được tìm thấy ở Israel.
Sải cánh dài khoảng 14 mm. Cánh trước và cánh dưới màu xám.